# Bourgeois-Magnin
Bourgeois et Magnin war ein französischer Hersteller von Automobilen.

## Unternehmensgeschichte
Das Unternehmen aus Mâcon begann 1920 mit der Produktion von Automobilen. Der Markenname lautete Bourgeois-Magnin. Im gleichen Jahr endete die Produktion bereits wieder.

## Fahrzeuge
Im Angebot standen die Modelle 6 CV und 12 CV. Die Karosserien boten wahlweise Platz für zwei bis sechs Personen.